# Paratrichocladius
Paratrichocladius is een muggengeslacht uit de familie van de Dansmuggen (Chironomidae).

## Soorten
- P. gayi Serra-Tosio, 1984
- P. guidalii Rossaro, 1990
- P. lanzavecchiai Rossaro, 1990
- P. micans (Kieffer, 1918)
- P. nitidus (Malloch, 1915)
- P. nivalis (Goetghebuer, 1938)
- P. osellai Rossaro, 1990
- P. pierfrancescoi Rossaro, 1990
- P. rufiventris (Meigen, 1830)
- P. skirwithensis (Edwards, 1929)
- P. spiesi Ashe & O'Connor, 2012
- P. veronicae Rossaro, 1991